# 難捉天竺鯛
難捉天竺鯛（學名：Apogon fugax），為輻鰭魚綱天竺鯛科天竺鯛屬下的一個種，種名fugax，拉丁文意思為難以捉摸，分布於印度洋沙烏地阿拉伯、緬甸及澳洲西部海域，體長可達6公分，棲息在較深的礁石區，生活習性不明。